# Josias Friedrich Ernst von Heintze-Weissenrode

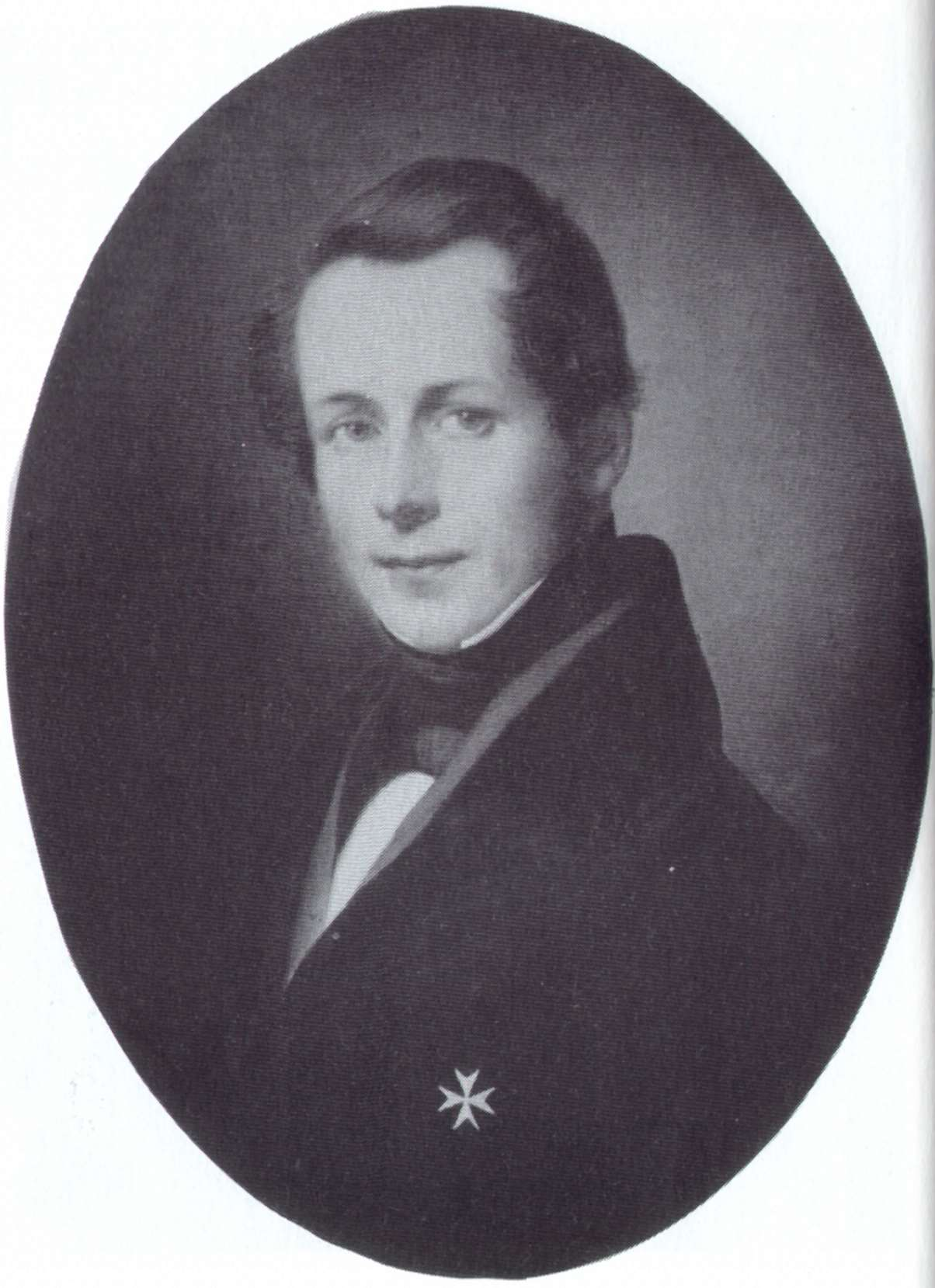
Josias Friedrich Ernst von Heintze-Weissenrode

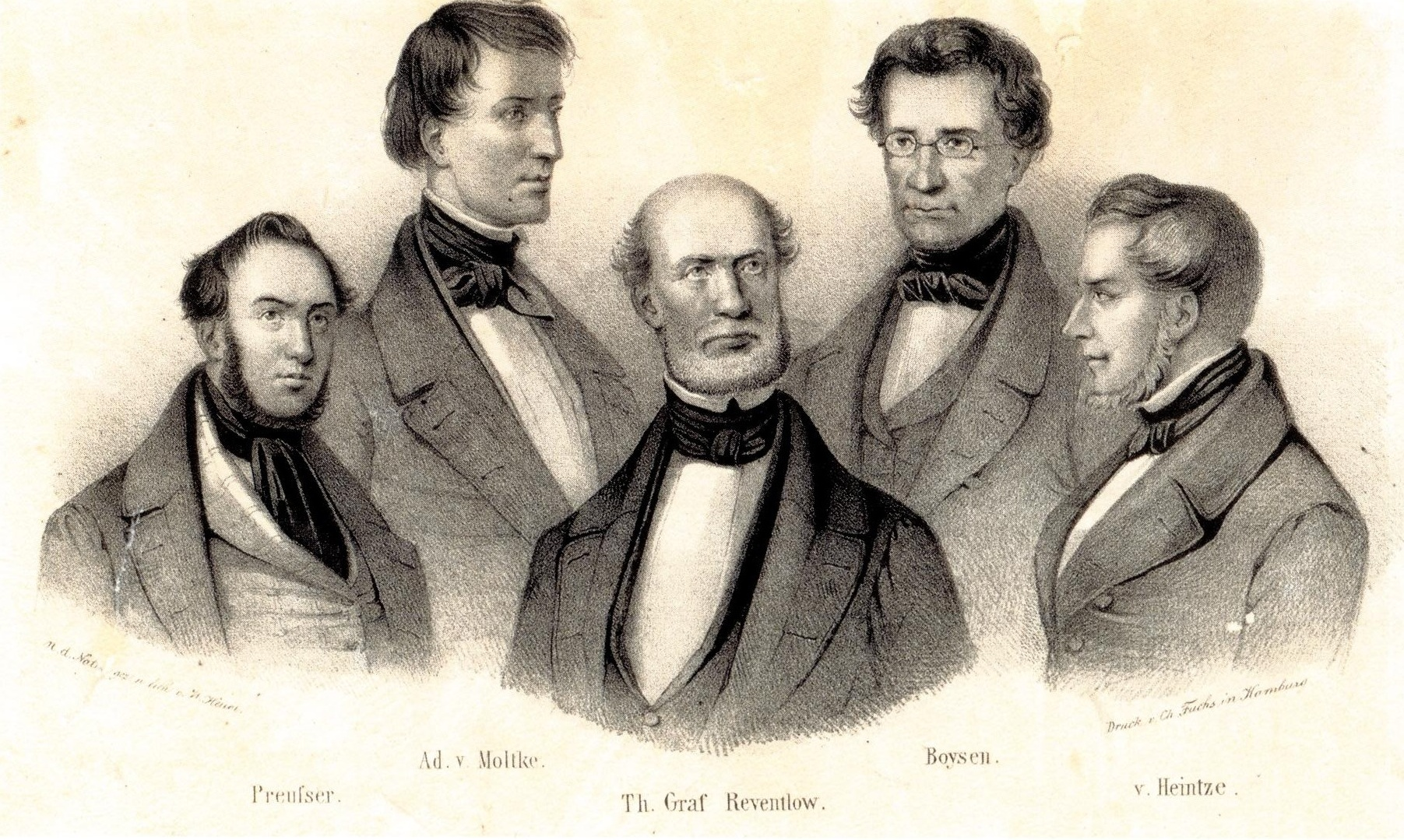
Heintze-Weissenrode (rechts) als Mitglied der Gemeinsamen Regierung 1848/49

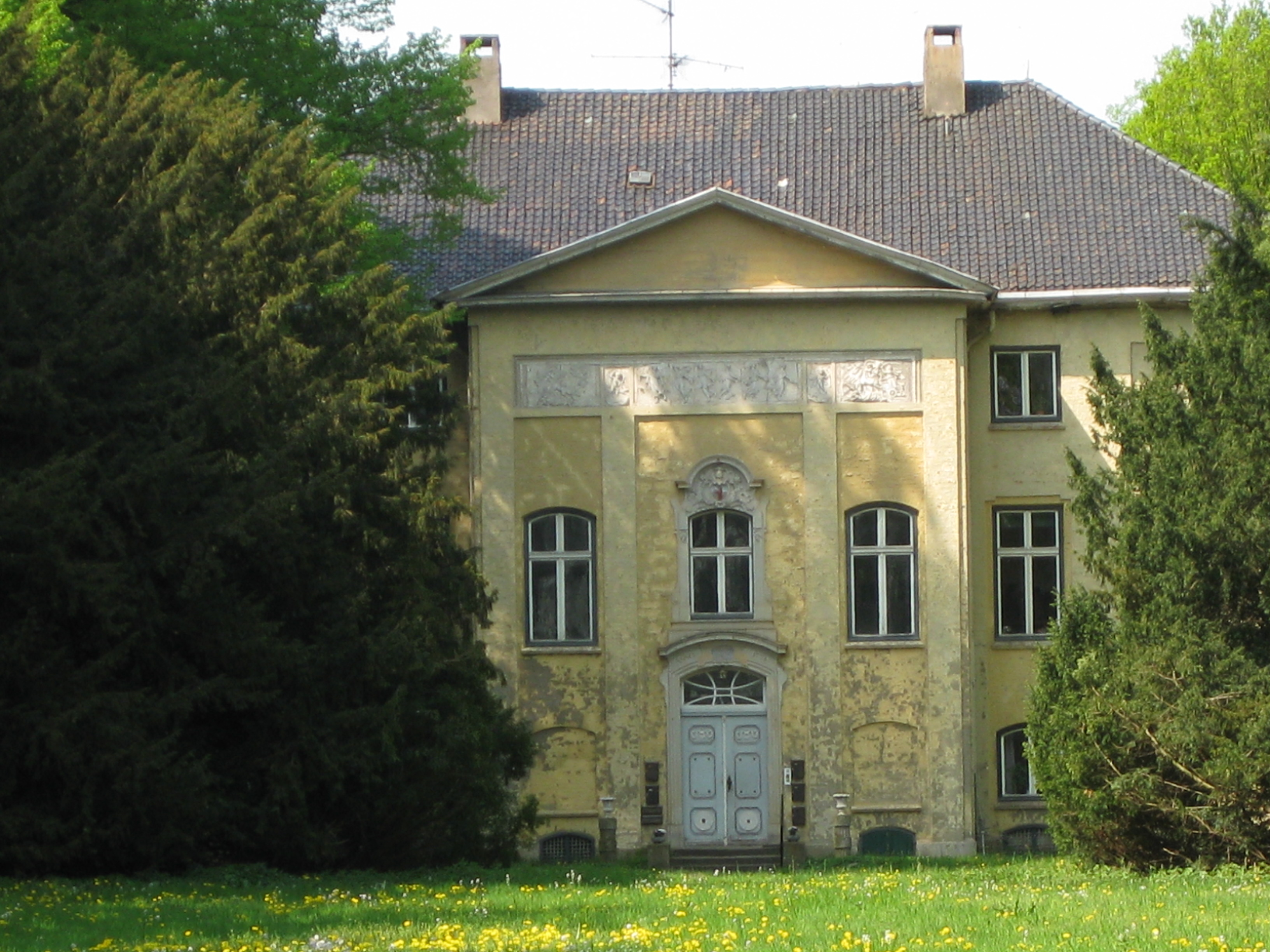
Herrenhaus in Niendorf

Josias Friedrich Ernst Freiherr von Heintze-Weissenrode (22. September 1800 auf Gut Schwartenbek bei Kiel; † 26. Januar 1867 auf Gut Niendorf in Lübeck) war ein holsteinischer Amtmann.

## Leben
Josias Friedrich Ernst von Heintze war der Sohn von Friedrich Adolf von Heinze und seiner Ehefrau Henriette geb. Blome (1775–1845). Er studierte Rechtswissenschaften an den Universitäten Kiel und Göttingen. Während seines Studiums wurde er 1818 Mitglied des Corps Holsatia Kiel und 1821 der Alten Kieler Burschenschaft. Sein juristisches Examen legte er 1822 in Glückstadt ab. Seine weitere Ausbildung führte ihn als Auskultant an das Obergericht Gottorf in Schleswig, wo er 1829 zum Richter ernannt wurde. Nach dem Tod seines Vaters 1832 erbte er von diesem die Güter Niendorf und Reecke bei Lübeck. 1834 war er Mitglied der Regierung für Schleswig auf Schloss Gottorf und wurde 1836 dänischer Kammerherr. Er begründete am 6. Oktober 1841 mit Det friherrelige Heintzeske Forlods den Fideikommiss Weißenrode und wurde am 31. Dezember des Jahres in den dänischen Freiherrenstand erhoben. 1845 wurde er als Nachfolger seines Schwagers Christian Andreas Julius Reventlow Amtmann im Amt Bordesholm, dem Amt Kiel und im Amt Kronshagen sowie königlicher Kommissar für die holsteinischen Eisenbahnen. 1846 bis 1848 wurde er Amtmann im Amt Neumünster.
Mit dem Vertrag von Malmö (1848) wurde von Heintze Minister in der Gemeinsamen Regierung für Schleswig, Holstein und Lauenburg unter Karl von Moltke, war vom 12. Oktober 1848 bis April 1849 Minister der neuen Gemeinsamen Regierung unter Theodor von Reventlow und ab dem 2. Februar 1851 bis März 1852 Mitglied der Obersten Zivilbehörde für Holstein unter Adolf von Blome. 1852 übernahm er wieder seine Stellungen als Amtmann; er nahm aber im Frühjahr 1855 seinen Abschied. Im Dezember 1859 war er für kurze Zeit designierter Minister für Holstein. 1863 wurde er beim Besuch bei König Friedrich VII. von Dänemark in Glücksburg kurz vor dessen Tod mündlich zum Geheimen Konferenzrat ernannt.

## Familie
Josias Friedrich Ernst von Heintze heiratete am 20. September 1823 Elisabeth Cornelia Komtesse Reventlow (1804–1890) aus Kaltenhof, eine Schwester von Christian Andreas Julius, Heinrich, Friedrich und Ernst Christian von Reventlow.
Erbe des Fideikommisses war sein ältester Sohn Friedrich Ernst Heinrich (* 3. Dezember 1824 auf Niendorf; † 8. Juni 1878 in Kiel), verheiratet mit Caroline Wilhelmine Mathilde Baronesse von Thielmann (* 31. Januar 1837) und Vater von Ernst von Heintze-Weißenrode und Adolf von Heintze-Weißenrode.
Von den weiteren Kindern wurde Wolf Christian Ernst (* 12. September 1826; † 22. Juni 1877) preußischer Oberst und Kommandeur des Husaren-Regiment „Kaiser Franz Josef von Österreich, König von Ungarn“ (Schleswig-Holsteinisches) Nr. 16, Johann Adolf Ernst (* 7. März 1829; † 6. Oktober 1904) preußischer Geheimer Regierungsrat und Landrat des Kreises Bordesholm, und Heinrich Ernst (* 27. September 1834; † 1918) preußischer Oberjägermeister und Mitglied des Preußischen Herrenhauses; Caroline (* Schleswig 4. September 1832; † Waterneverstorff 18. April 1871) heiratete Conrad von Holstein, und Julia (* 1836) heiratet Hermann von Buchwaldt auf Helmstorf.

## Auszeichnungen
- Dannebrogorden
  - Ritter, 8. Februar 1840[3]
  - Kommandeur 1846
- Komtur des Oldenburgischen Haus- und Verdienstordens des Herzogs Peter Friedrich Ludwig
- Rechtsritter des Johanniterordens